# Агнес фон Насау-Висбаден
Агнес фон Насау-Висбаден-Идщайн (на немски: Agnes von Nassau-Wiesbaden-Idstein; * ок. 1339; † 24 юни 1374 или 1376) от Валрамската линия на Дом Насау е графиня от Насау-Висбаден-Идщайн и чрез женитби графиня на Витгенщайн и господарка на Епенщайн.

## Произход
Дъщеря е на граф Адолф I фон Насау-Висбаден-Идщайн († 1370) и съпругата му бургграфиня Маргарета фон Хоенцолерн-Нюрнберг († 1382), дъщеря на бургграф Фридрих IV фон Нюрнберг († 1332) и Маргарета от Каринтия († 1348). Тя е сестра на архиепископите на Майнц Адолф I († 1390) и Йохан II фон Насау († 1419).

## Фамилия
Първи брак: на 8 април 1347 г. се жени за граф Вернер IV фон Витгенщайн († 1359), син на граф Зигфрид III фон Витгенщайн († 1 февруари 1359) и Маргарета фон Шьонекен († 1361). Те имат един син:
- Зигфрид граф фон Витгенщайн († пр. май 1287), женен през май 1287 г. за Ида фон Арнсберг и Ритберг (* пр. 1249; † пр. 1289), абатиса на манстир Херфорд, дъщеря на граф Готфрид II фон Арнсберг († 1235)

Втори брак: около 1361 г. се омъжва за Еберхард I фон Епщайн († 1391), син на Готфрид V фон Епщайн († 1336/1341) и Лукарда Райц фон Бройберг († 1365/1366). Тя е втората му съпруга. Те имат децата:
- Йохан († сл. 1418), домхер в Трир (1417 – 1418)
- Елизабет († 1422), омъжена пр. 16 октомври 1380 г. за Филип VIII фон Фалкенщайн († 21 март 1407)
- Еберхард († 23 април 1382)

Нейният вдовец Еберхард I фон Епщайн се жени трети път сл. 1376 г. за Луитгард фон Фалкенщайн († 1391).

## Галерия
- Замъкът Витгенщайн
- Герб на фамилията Епенщайн
- Замъкът Епщайн (1646)